# ریچارد گیلیلند
ریچارد گیلیلند (انگلیسی: Richard Gilliland؛ (زادهٔ ۲۳ ژانویهٔ ۱۹۵۰ – درگذشتهٔ ۱۸ مارس ۲۰۲۱) یک بازیگر سینما اهل ایالات متحده آمریکا بود.